# Patzig
Patzig er en by og kommune i det nordøstlige Tyskland, beliggende under Landkreis Vorpommern-Rügen på øen Rügen. Landkreis Vorpommern-Rügen ligger i delstaten Mecklenburg-Vorpommern. Patzig er beliggende næsten midt på øen, ca. 6 km nordvest for Bergen auf Rügen.